# Jdour
Jdour (franska: Jdour (CR), Jdour (Commune Rurale), arabiska: ئيغود) är en kommun i Marocko.   Den ligger i provinsen Youssoufia och regionen Marrakech-Safi, 280 km sydväst om huvudstaden Rabat. Antalet invånare är 19 251.